# شش آبه
شش آبه (به لاتین: Shishawa) یک منطقهٔ مسکونی در افغانستان است که در ولایت نیمروز واقع شده‌است. شش آبه ۳٬۰۰۰ نفر جمعیت دارد و ۵۶۸ متر بالاتر از سطح دریا واقع شده‌است.